# Silvio Dessy
Silvio Dessy (31 de mayo de 1869, Dego, provincia de Savona, Italia – 15 de julio de 1951, Buenos Aires, Argentina) fue un médico y bacteriólogo ítalo-argentino, reconocido por sus diversas labores terapéuticas, las cuales abarcaron desde levantar varios asentamientos médicos, brindar charlas en distintas facultades de Argentina a escribir innumerables publicaciones sobre medicina. Fundó el Instituto Biológico Argentino, en donde produjo numerosos fármacos, entre otras cosas vacunas y sueros.

## Biografía
Silvio Dessy de origen genovés nació el 31 de mayo de 1869 en la localidad de Dego, provincia de Savona, Italia, hijo de Cándida Dotta y Francisco Dessy. Estudió medicina en la Universidad de Turín y egresó en el año 1893, al finalizar el curso escribió su tesis Tuberculosis experimental en la médula espinal en el cobaya, posteriormente siguió instruyéndose en otros institutos, siempre en temas relacionados con la medicina.

### Viaje hacia Argentina
A los veintinueve años ya recibido de doctor, Dessy emigró hacia la Ciudad de Buenos Aires en 1898, cuando fue llamado por el gobierno de la provincia de Buenos Aires para trabajar como Subdirector del Instituto Experimental de Higiene de La Plata, residió momentáneamente en el chalé del gobernador de Buenos Aires Carlos Alfredo D'Amico. La subdirección del instituto la ocupó hasta el año 1900, cuando llegó a ser director de la misma hasta el año 1908. En octubre de 1901, empleados de la Dirección General de Salubridad le prepararon un almuerzo en celebración por haber sido nombrado director de aquel establecimiento.
La Facultad de Medicina de Buenos Aires lo contrató en 1902 para que se encargara de construir el laboratorio central del Hospital de Clínicas. Dos años después, en mayo Dessy emprendió un corto viaje a Italia.
Fue uno de los médicos que atendió y consoló a su par italiano, el doctor Nicolás Boccuzzi, en su lecho de muerte.
Realizó algunas publicaciones de medicina además de fundar Revista Sudamericana de Ciencias Médicas en 1903 y después la Revista Sudamericana de Endocrinología, Inmunología y Quimioterapia en 1918.
Creó en Florencio Varela el Instituto Biológico Argentino, aunque el decreto que estableció su fundación se firmó el 7 de enero de 1909, el instituto entró en funciones recién en el año 1911. En este establecimiento el doctor Dessy desarrolló numerosos artículos fármacos, también se produjeron en masa vacunas y sueros, además fue usado para variadas investigaciones biológicas. En esta institución además de desarrollar una importante labor científica que se vio complementada con una tarea social en favor de las instituciones de beneficencia y hospitales municipales, provinciales y nacionales, a los que abastecía de forma gratuita de productos elaborados en el establecimiento. En el instituto no solo trabajo en la preparación de sueros medicinales y veterinarios sino que también se trabajó en cultivos prácticamente desconocidos en el país hasta ese momento. Posteriormente creó otras instituciones, como el Laboratorio Micrográfico del Hospital Italiano -cuya jefatura máxima ocupó-, en 1948 fundó el Instituto Silvio Dessy, siendo director del mismo. Brindó cursos de microscopía clínica en la Facultad de Medicina de Buenos Aires.
En su momento el instituto contó con una sede en Buenos Aires, un edificio de diez pisos fue construido exclusivamente a pedido del Doctor e inaugurado en 1927. Aquella construcción de estilo neoveneciano se ubica sobre la Avenida Rivadavia al 1745, frente a la Plaza Congreso.
Para construir el Instituto Biológico Argentino se optó por Florencio Varela ya que esta localidad se encuentra en el medio geográfico entre la ciudad de Buenos Aires y La Plata, también por el bajo valor de la tierra, además, la misma es muy fértil, lo que hacía posible cultivar prácticamente cualquier especie. Precisamente, el instituto tenía plantaciones de especies extrañas y experimentales, como el cultivo de la soja (rara en ese momento), la cual fue utilizada para la elaboración de pan, para la gente que padecía diabetes y para celiaquísmos También hay un monte muy heterogéneo en árboles y plantas. El instituto estaba equipado con una usina propia.
Una mala administración produjo durante la década de 1940 la quiebra del establecimiento. Cabe destacar que este hecho fue ajeno a Dessy, ya que él era solo se ocupaba de la dirección científica. Se decidió hacer una asociación de accionistas para intentar salvar al Instituto, Dessy designó al doctor Marotta como presidente de esta asociación. Pero Marotta decidió darle una orientación exclusivamente comercial al Instituto. En 1944 el doctor Dessy abandonó el Instituto.
Plasmó sus memorias en el libro Mi vida americana de 1944. Falleció siete años después el 15 de julio de 1951.

## Legado

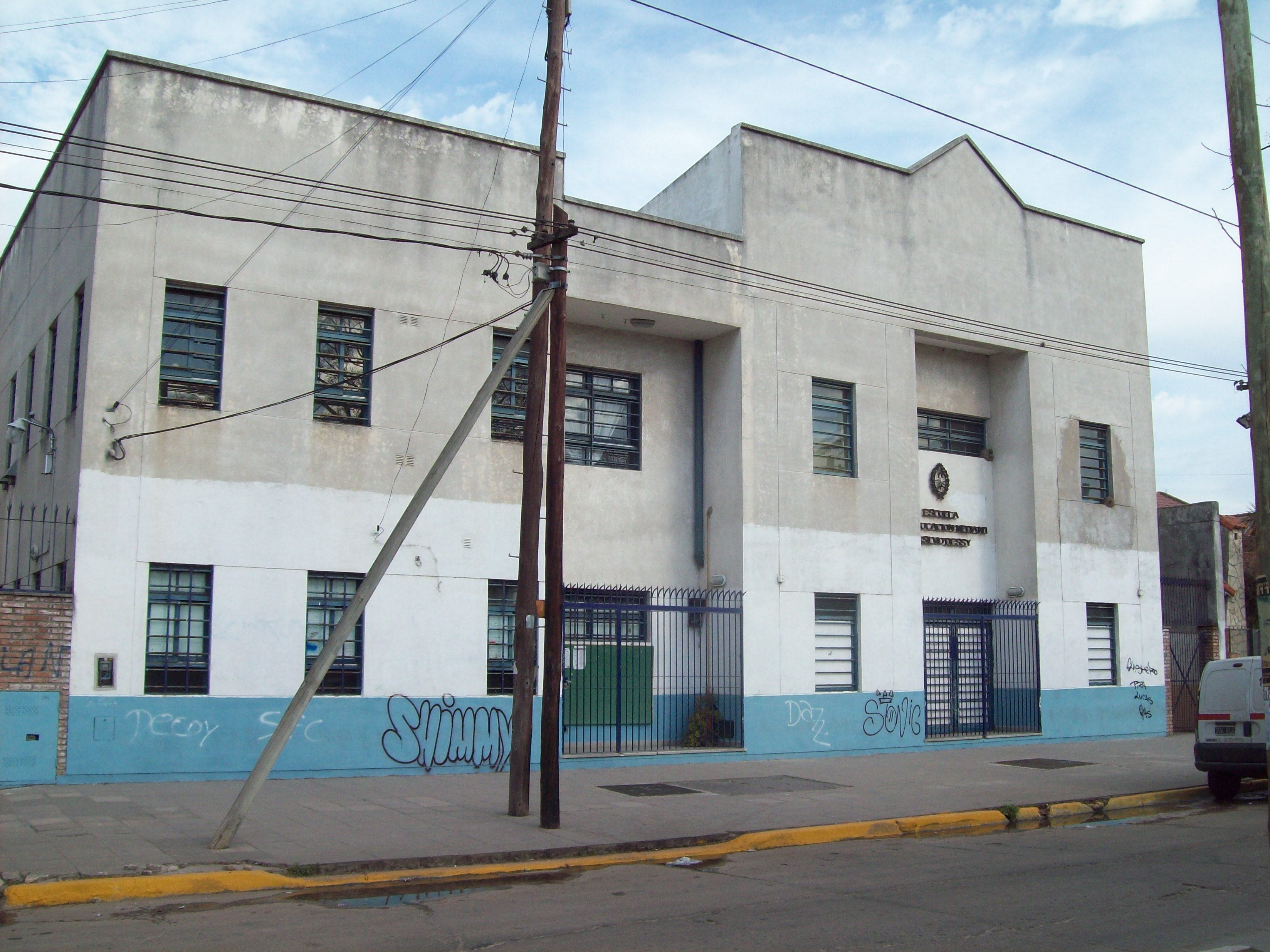
Establecimiento educativo de nivel secundario que lleva su nombre.

A lo largo de su vida, el doctor Dessy realizó algunos descubrimientos en el campo de la medicina: la «vacuna Dessy», es una vacuna antitífica acuosa, compuesta por cuarenta cepas de bacilos de Eberth, cultivados previamente durante 48 horas en agar alcalino, desarrolló la primera vacuna argentina antipestosa; la tuberculina, un compuesto hecho con proteínas de la bacteria de la tuberculosis, con el fin de pronosticar esa enfermedad y además de la manufacturación del desinfectante antibacter.
El doctor tuvo en su haber una importante edificación como residencia (en la actualidad se encuentra abandonada y en estado de desmoronamiento), se ubica sobre la calle Quintana al 263 en la localidad de Florencio Varela, es llamada «El Castillo del Abuelo». El chalet fue construido en 1925 exclusivamente para que el doctor Dessy no tuviera que hacer el largo recorrido desde la ciudad de Buenos Aires hasta la ya mencionada localidad. Este edificio fue la casa de Dessy, hasta que una empresa productora de placas fotográficas y fílmico, SAF junto con la FIFA -hoy en día tiene el nombre de Agfa Gevaert- adquirió el inmueble. Años más tarde la empresa emigró de lugar, y en ese terreno se construyó -en frente del Castillo- un establecimiento educativo, la Escuela de Educación Media N.º 1 Dr. Silvio Dessy. Por medio de la ordenanza n.º 3.889/99, la residencia de Dessy fue declarada Monumento Histórico.
La calle del Instituto Biológico Argentino se llama Silvio Dessy en su honor.
Un edificio destinado a laboratorios de química de la Universidad Nacional Arturo Jauretche lleva su nombre.

## Galería

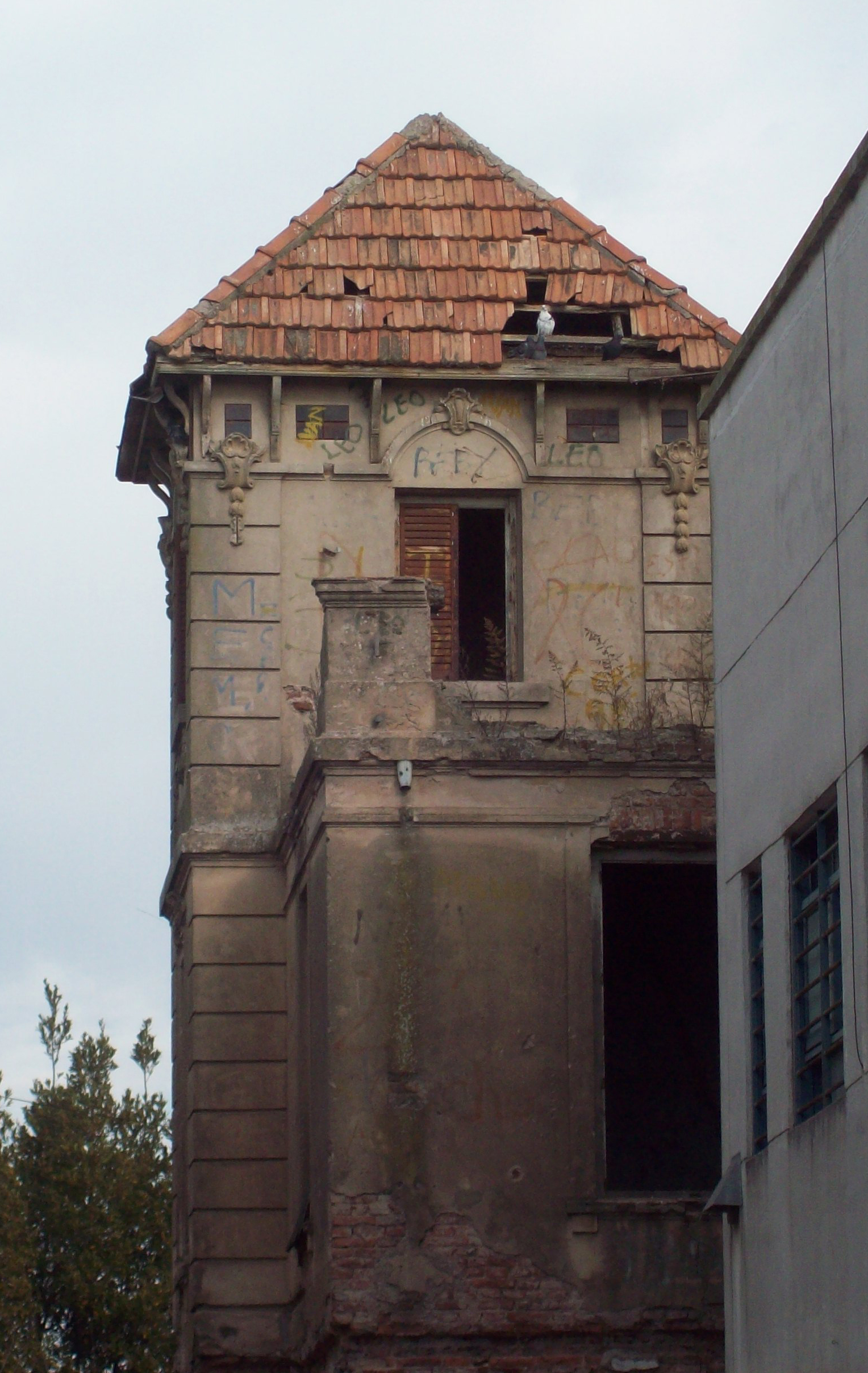
«El Castillo del Abuelo» fue la residencia de Dessy (vista desde la puerta de la escuela primaria).
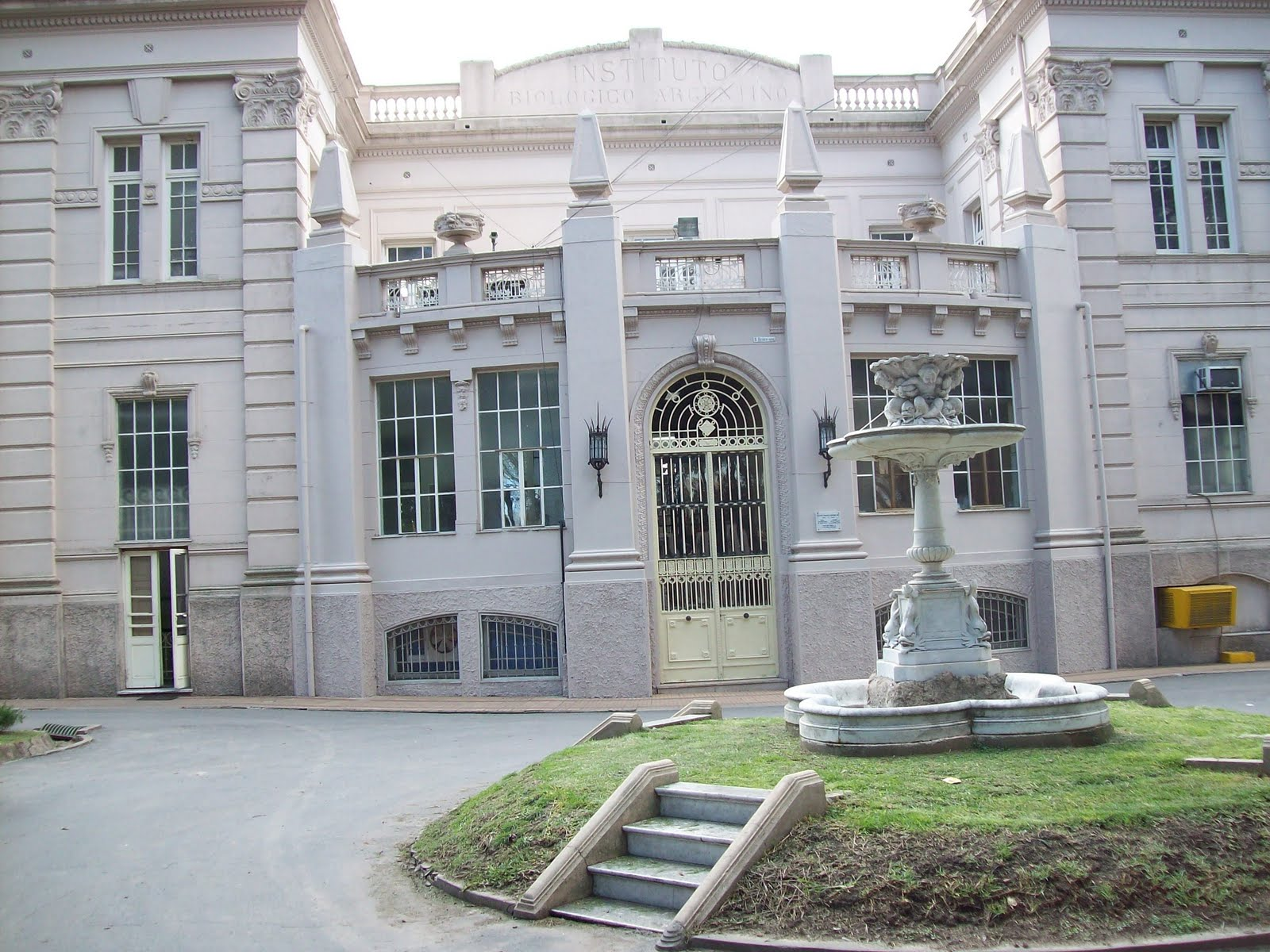
Edificio principal del Instituto Biológico Argentino.
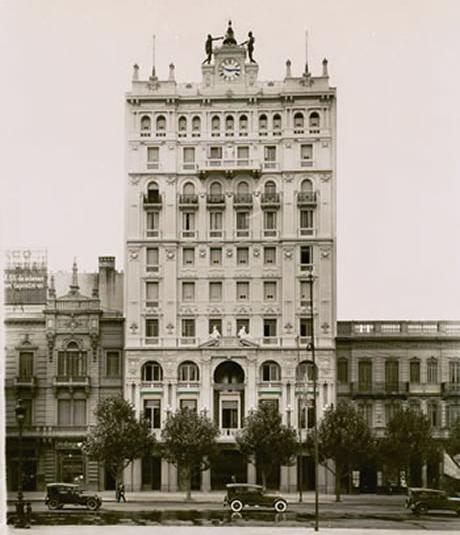
Sede del Instituto Biológico Argentino en Buenos Aires.
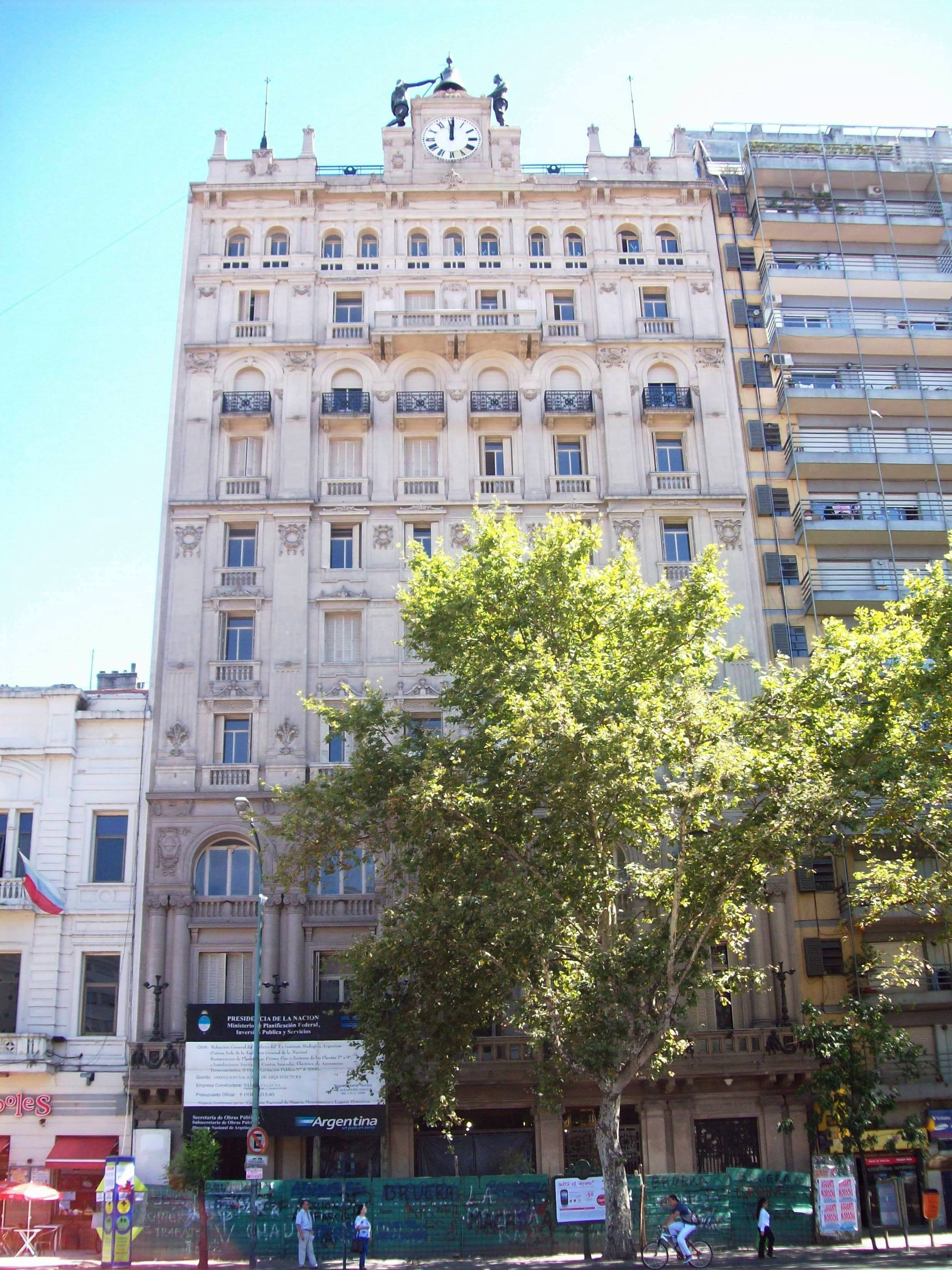
La ex sede en la actualidad (enero de 2012).

## Obras bibliográficas
- Dessy, Silvio (1944). Mi vida americana.